# Eksel
Eksel est une section de la commune belge de Hechtel-Eksel située en Région flamande dans la province de Limbourg. C'était une commune à part entière avant la fusion des communes de 1977.
Le village est situé à 26 kilomètres au nord de Hasselt.

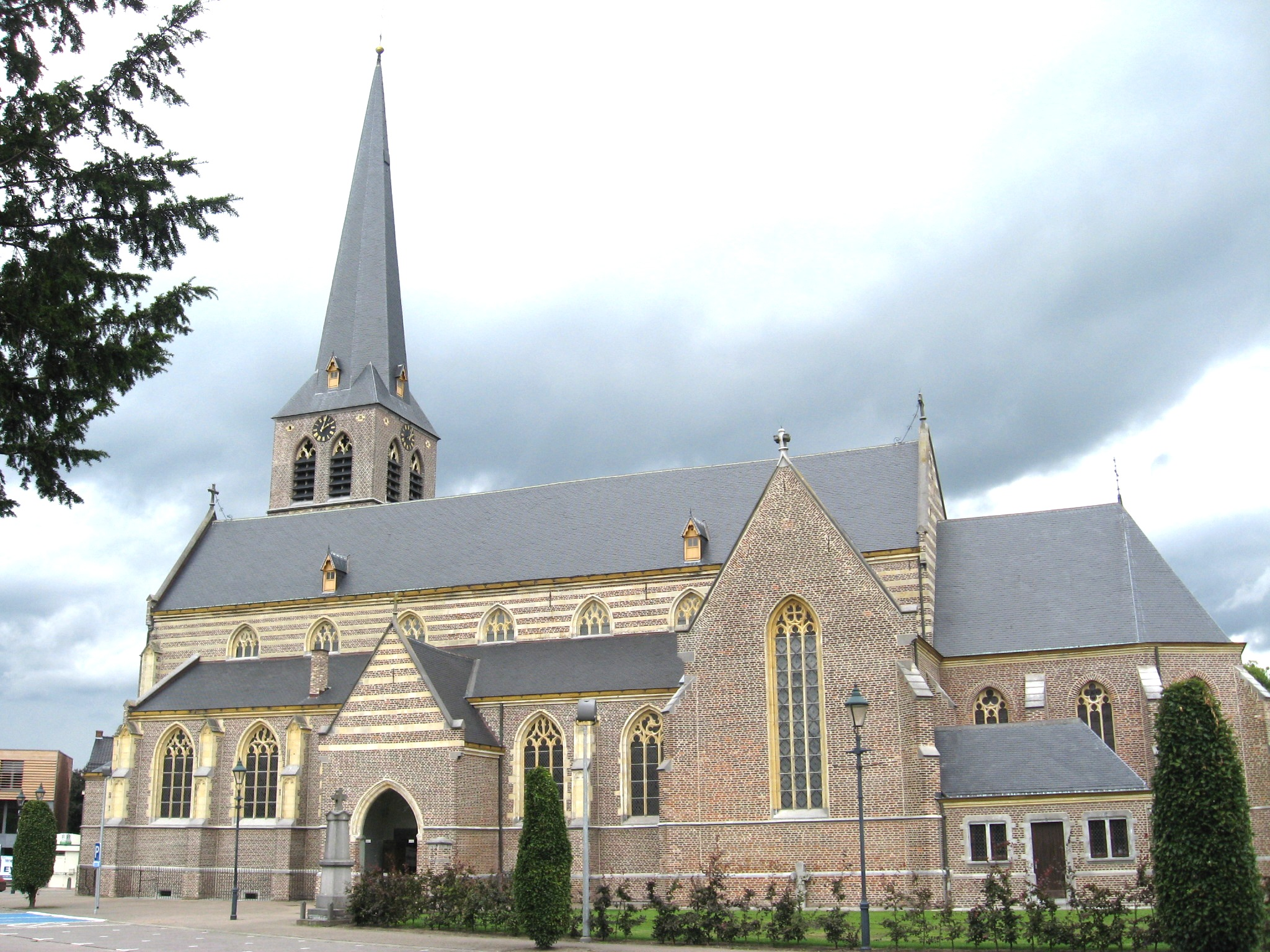
Église Saint-Trudon

## Évolution démographique
Source: INS